# Lhota Veselka
Lhota Veselka (Duits: Lhota Wesselka) is een Tsjechische plaats in de gemeente Postupice, regio Midden-Bohemen, en maakt deel uit van het district Benešov. Het dorp ligt op 2 kilometer afstand van Postupice.
Lhota Veselka telt 82 inwoners (2021).

## Geografie
De Chotýšanka, een zijrivier van de Blanice (Duits: Planitz), loopt door het dorp.
In de volksmond wordt Lhota Veselka Chalupy genoemd. Het deel van Lhota Veselka op de rechteroever van de Chotýšanka heet Dolní Chalupy (Beneden-Chalupy) en het deel op de linkeroever Hořejší Chalupy (Boven-Chalupy).

## Geschiedenis
De eerste schriftelijke vermelding van het dorp dateert van 1385.
Sinds 1960 is Lhota Veselka volledig ondergebracht bij het district Benešov.

## Verkeer en vervoer

### Autowegen
Er leidt een regionale weg naar het dorp.

### Spoorlijnen
Er is een spoorweghalte in Lhota Veselka aan spoorlijn 222 Benešov - Vlašim - Trhový Štěpánov. De lijn is enkelsporig en werd tussen Benešov en Vlašim in 1895 geopend.

### Buslijnen
Er is geen bushalte in het dorp. De dichtstbijzijnde bushalte is in Postupice, op twee kilometer afstand:
| Halte                 | Lijn(en)    | Traject(en)                                          | Vervoerder(s)                         |
| --------------------- | ----------- | ---------------------------------------------------- | ------------------------------------- |
| Postupice, Restaurace | 455 750 758 | Benešov - Tábor Benešov - Načeradec Benešov - Vlašim | Comett Plus CŠAD Benešov CŠAD Benešov |

## Bezienswaardigheden
- Sint-Adalbertkapel

## Galerij

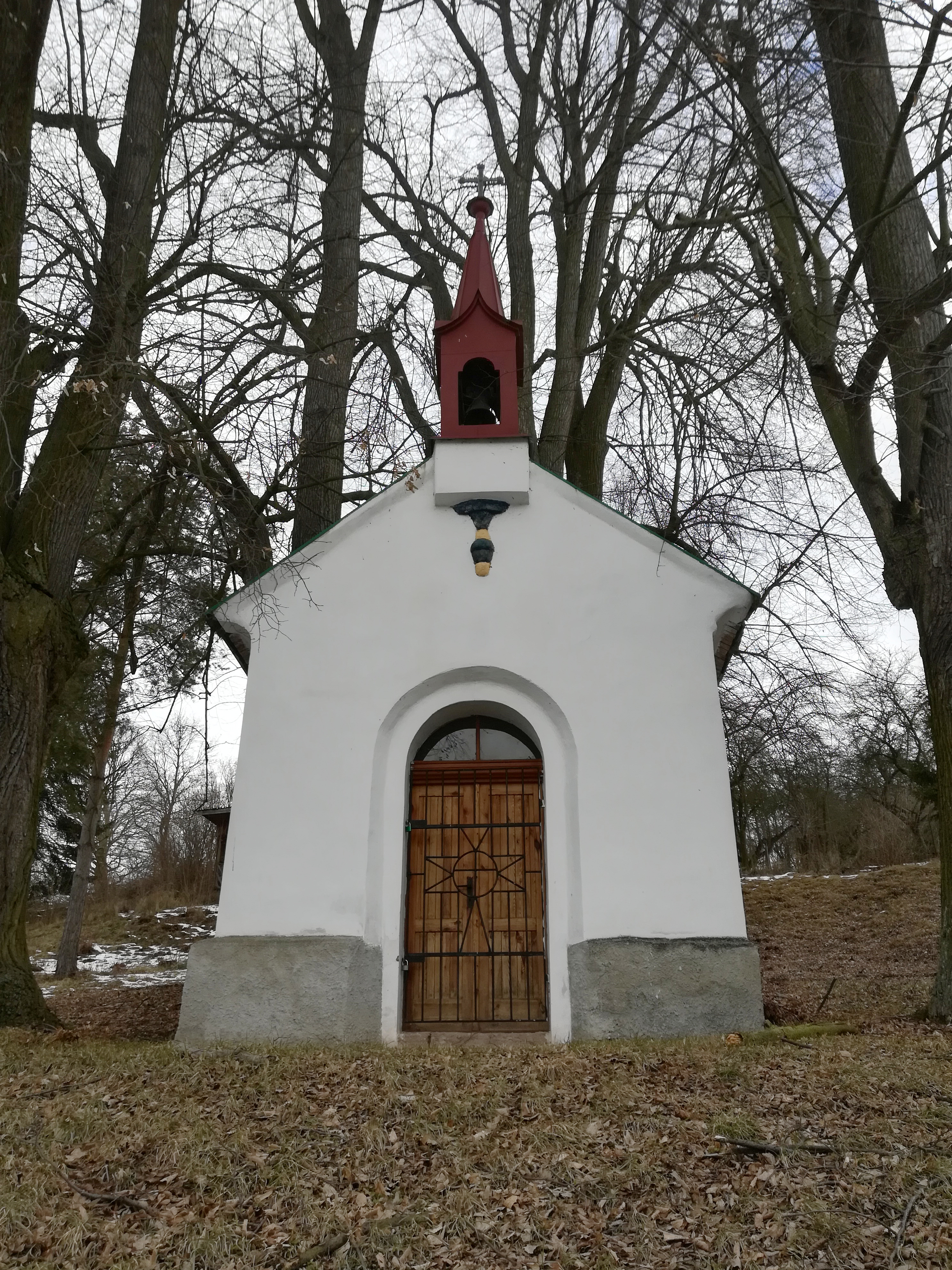
Sint-Adalbertkapel (2019)
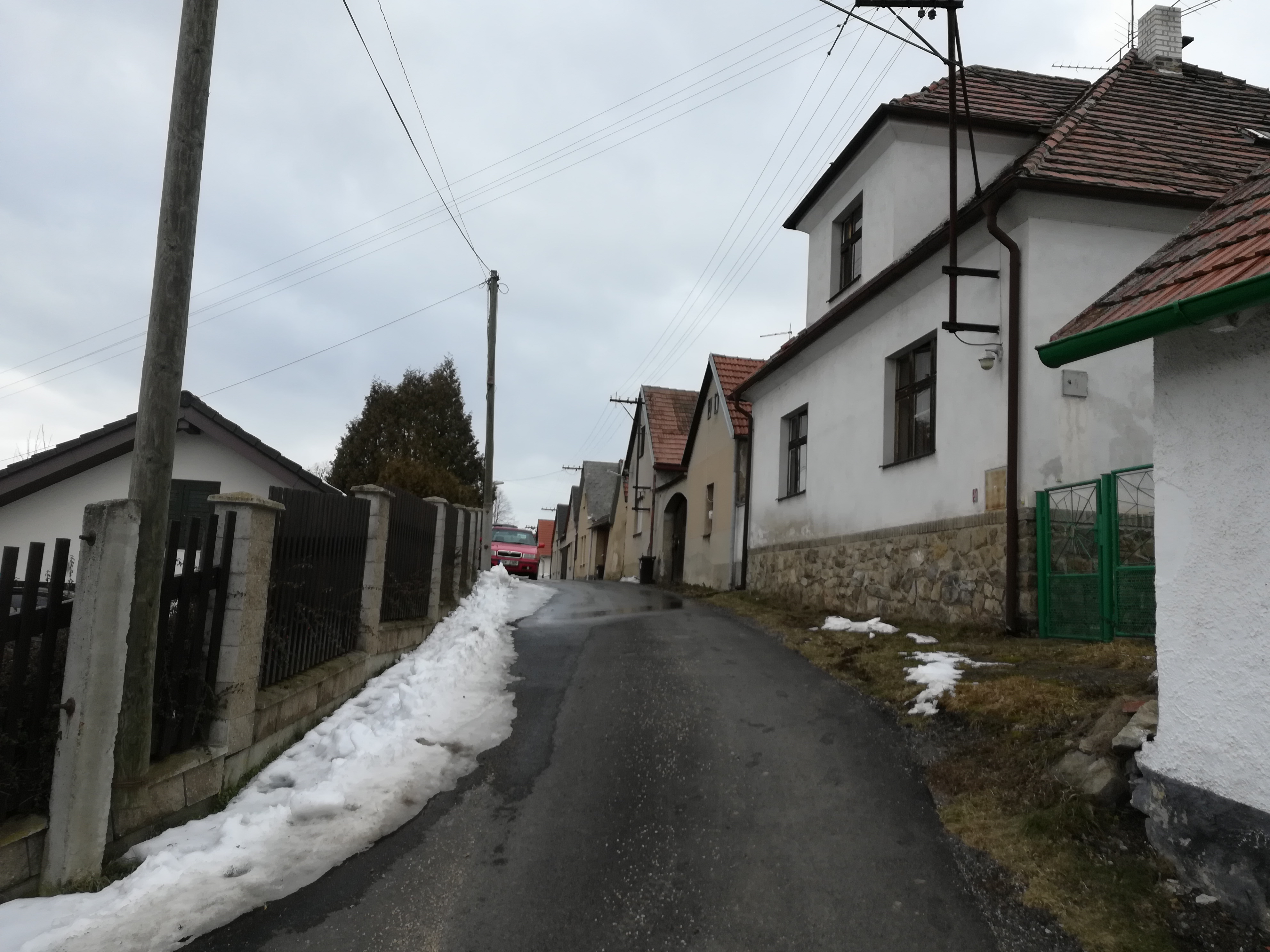
Heuvelachtige straat (2019)
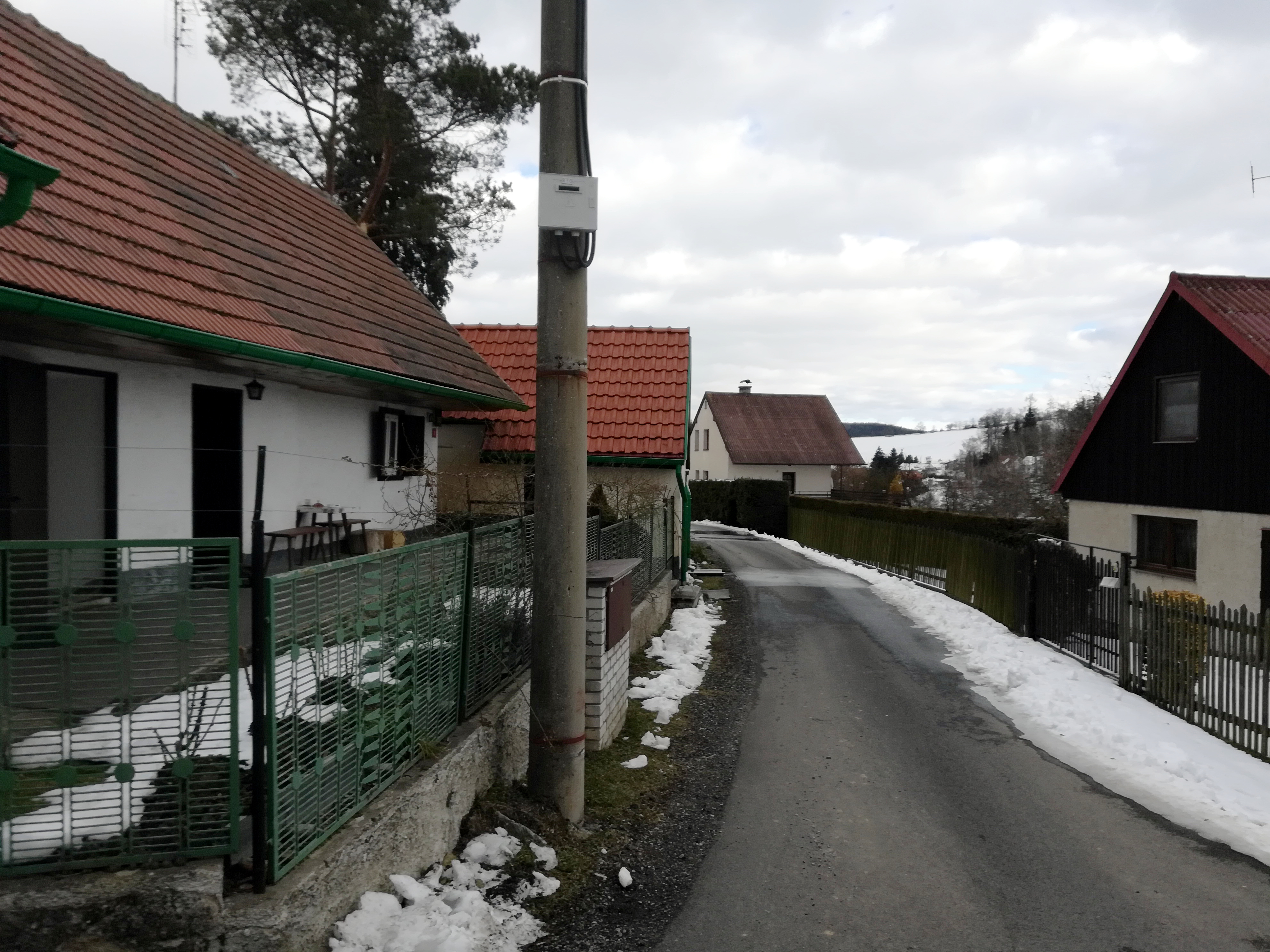
Straat in het dorp (2019)